# Туризам у Гани
Гана (енгл. Ghana), званично Република Гана (енгл. Republic of Ghana), унитарна је конститутивна демократија држава која излази на Гвијнејски залив, део Атлантског океана, у западној Африци. Територијално Гана заузима 238. 535 km². Граничи се са Обалом Слоноваче на западу, Буркином Фасо на северу и Тогом на истоку. На Сонинке језику реч Гана значи „краљ ратник”.
Туризам у Гани је индустрија којом руководи Министарство туризма Гане, док је министарство Гане одговорно за развој и промоцију активности везаних за туризам.

## Туристичке атрације и статистике
Туристи из Јужне Америке, Азије и Европе најчешћи посећују Гану. Тропска клима присутна је у Гани током читаве године, што је један од разлога доласка великог броја туриста на ово подручје. Туристичке атракције укључују егзотични водопади, као што су Кинтамо водопади и водопад Табро, највећи у западној Африци. Уз обале расту палме, а поред плажа, туристи обилазе и пећине, планине, реке, језера, националне паркове и остале заштићена подручја. Језеро Босумтви или Босумтви ударни кратер једно је од туристичких дестанција, као и језеро Волта, највеће вештачко акумулација на свету са која обухвата 8.502 km². Налази се на реци Волти, издуженог је облика и дугачко око 400 km.
 Статистике Светског економског форума из 2010. године показале су да је Гана била 108. од 139 омиљених туристичких дестинација на свету. Гана је остварила напредак за два места у односу на 2009. годину. Године 2011. магазин Форбс објавила је да је Гана рангирана као једанаеста најпрометнија земља на свету. Та тврдња је заснована на истраживању у 2010. години. Од свих афричких земаља које су укључене у анкету, Гана је највише рангирана. Гана је уједно рангирана и као седамдесета најстабилнија земља на свету и 58 најмирнија земља.
Године 2011. Гана је зарадила 2,19 милијарди долара из туристичког сектора. Током 2012. туристички сектор у Гани зарадио је 1,7 милијарди долара, од 993.600 туриста, пружајући посао за 359.000 људи.
За посету Гани неопходно је имати визу коју издаје Влада Гане, а изузетак су пословна путовања.‍:24

## Промовисање туризма
Културни туризам Гане развија се нарочито због фестивала под називом Пан—афрички историјски фестивал или Панфст. Феситвал је културни догађај са намером афричког развоја. Одбија се у два града, Елмини и Кејп Коусту. Фстивал траје од осам до девет дана, а почиње церемонијалним полагањем венаца. Догађаји током фестивала укључују карневалски дан, прославу рођендана Рите Марли и академска предавања о женама и младима. Панфест је директна манифестација која промовише ганску културу и представља велики извор прихода за државу.
Администрацију туризма Гане води агенција Равлингс, а пре ње он није био велики извор прихода народу и држави. Администрација Равлингса је видела могућност развоја туризма, искористила ганске природне и историјске потенцијале, као и промовисање културе Гане. Такође, кроз рестаурацију старих објеката и подзивања споменика широм државе, привучен је велики број туриста. Равлингсова администрација је подстакла Владу Гане да више улаже у туризам, као и у њену културу и да привуче стране инвеститоре.
Познато је да туристичка индустрија у Гани промовише културни, рекреативни, авантуристички и туризам догађаја. Културни туризам фокусира се на фестивале, као и на промовисање историје и обилазак историјских занаменитости. Рекреативних туризам омогућава туристима да истраже ганске плаже, националне паркове и остала заштићена подручја. Авантуристички туризам укључује обилазак кишних шума и животињске резервате, планинарење, вожњу чамцима, док туризам догађаја укључује ресурсе и конференције.
На простору Гане постоји неколико подручја која су проглашена за Светску баштину, које посете велики број туриста.

## Знаменита места

### Национални парк Какум
Национални парк Какум налази се у обалним деловима Централног региона Гане, а површине 375 km². Основан је 1931. године као резерват природе, а трансформисан је у национални парк 1992. године након што је спроведено испитивање флоре и фауне. Простор је покривен тропским шумама. Јединственост овог парка лежи у чињеници да је основан на иницијативу локалног становништва, а не од Државног одсека за дивље животиње, који је одговоран за очување дивљих животиња у Гани.
Велики број животињских врста настањује парк, а оне укључују дијану заморца, бонго антилопу, жутолеђег дујкера и афричког слона. Парк представља битну регију и за птичији свет, признат од стране BirdLife International организације. У парку је пописано 226 врста птица, укључујући осам врста које су светски заштићене, а једна од тих врсти је Agelastes meleagrides. Девет врста кљунорога и зелених папагаја пописане су у парку. Подручје је такође богато лептирима, а нова врста октирвена је 1993. године. Од 2012. године најгушће крдо шумских слонова у Гани, налази се у овом националном парку.
Одбор за музеје и споменике Републике Гане предложио је да парк буде проглашен Светском баштином под окриљем Унеска.

### Национални парк Моле
Национални парк Моле је највећи национални парк на простору Гане. Парк је стациониран на северозападном делу државе кроз саване на обалном екосистему, на надморској висини од 150 m, док се јужни делови парка налазе на вишим пределима. Улаз у парк налази се у оближњем граду Ларабанга. Реке Лови и Моле протичу кроз парк, а током дугих сушних сезона пресуше. У овој области годишње падне 1000 мм падавина. Рађена је дугогодишња студија на простору парка, како би се решио проблем ловаца на животиње на заштићеном подручју.
Простор парка извојен је као резерват за дивље животиње 1958. године. Године 1971. пресељено је становништво из њега, а земљиште је проглашено националним парком. Парк није доживео значајан развој као туристичка дестинација од свог оснивања. Недовољно је финансиран, а постоји забринутост због сече шуме и лова, али се заштита ендемских врста антилопа побошљала од оснивања националног парка.

### Заштићено подручје Анкаса
Заштићено подручје Анаса је подручје на југозападном делу државе у Западној регији, око 365 km од Акре, близу границе са Обалом Слоновае. У простор заштићеног подручја уврћен је и Национални парк Нини Сухијен на западу и шумски резерват Анкаса на југу. Подручје заузима површину од 500 km², а у њему се протежу тропске зимзелене кишне шуме. Кроз подручје теку четири реке, постоји велики број речних потока и водопада.
Пописано је више од 800 васкуларних врста биљака, 639 врста лептира и више од 190 врста птица, укључујући слонове, леопарде, шимпанзе, дијана заморце, бонго антилопу и друге.

### Дворац Сао Хорхе да Мина де Оро
Сао Хорхе да Мина де Оро позната и као Елмина и Сент Џорџ, је утврђење и дворац у граду Елмина у Гани. Изграђена је 1482. године као португалско трговачко и војно утврђење на Златној обали близу ушћа реке Бења. Ово је прво утвређење које су Португалци изградили у својој западноафричкој колонији, а уједно и прва европска грађевина јужно од Сахаре. Служила је као трговачко место за откуп злата и слоноваче из континенталног залеђа.
Холанђани су преузели тврђаву 1637. након две битке које су водили против Португалаца. Они су дворац опасали великим зидинама и претворили га у увтрђење које су назвали Кенрадсбург. Елмина је Холанђанима служила као главно административно средиште свих колонијалних операција на Златној обали. Британци су преотели тврђаву са дворцем 1872. године и преименовали га у Сент Џорџ.
Након осамостаљења Гане, Елмина је служила и као полицијска станица и школа, а накнадно је претворена у музеј. Дворац је део Унескове светске културне баштине од 1979. године.

### Нзулезо
Село Нзулези стацинирано је поред села Бејин, 90 км западно од града Секонди-Такоради у Западном региону. Нзлези излази на јереро Тадане, 17. јануара 2000. године номиновано је за заштиту под окриљем Унеско Светске баштине и представља једну од главних туристичких атракција у региону. Није познато зашто је село изграђено изнад воде, а главне активности његових становника су пољопривреда, док риболов игра секундарну улогу. Село и даље негује влеики број локалних традиција, повезаних са култом језера Тадане, које се помиње у обредима становништва, којима је четвртак свети дан и тада је забрањена било каква активност на језеру.
Село је у отворено за туризам, али са одређеним ограничењима на једну посету недељно. Може се обићи само преко кањона, рутом која пролази кишне шуме, а вожња траје око сат времена. У селу постоји црква и школа, а његово станивништво је изузетно изоловано и пати од здравствених проблема, нарочито маларије.

### Кејп Коуст замак
Кејп коуст замак је један од четрдесет двораца изграђен од стране европских трговаца. Првобитно су га изградили Швеђани због трговине дрветом и златом, а касније коришћен као магацин за трговину. У овом објекту држани су робови пре него што су транспортовани на бродове и продавани Сједињеним Државама, посебно Карибима. Велика количина златне прашине која је пронађена у Гани била је првенствено привлачна за Европу, а многи домороци из Кејп Коуста су то користили. У замену за злато, махагонију, људе и друге локалне предмете, домороци су добијали одећу, ћебад, зачине, шећер, свилу и многе друге предмете. Замак у Кејп Коусту је био тржиште на коме су се одвијале ове трансакције.

### Тврђава Кристијансборг
Тврђава Кристијансборг позната као и Сан Франсиско Шавијер и Осу је утврђење и дворац у граду Осу, предграђу Акре у Гани. Изградили су га Данци 1661. године. Пре тога су на овом простору постојали португалски војни логори. Током своје историје често је мењао власнике, а најдуже је био у поседу Данаца, као главни град њихове колоније Златна обала.
Овај локалитет први су запосели Португалци 1550. године изградивши војни логор. До средине 17. века њихова власт и надмоћ су нестале, тако да бива у потпуности напуштен. Током 1650-их Швеђани преузимају власт и граде мало утврђење. У међувремену Холанђани окупирају тврђаву, а затим је 1657. преузима Данска-Норвешка. Данци проширују тврђаву и дају јој име Кристијансборг, према Кристијану Петом, краљу Данске и Норвешке. Главна намена утврђења била је трговина златом, слоновачом и робљем.

### Национални парк Кјабобо
Национални парк Кјабобо је национални парк стациниран у Волта регону, близу границе са Тогом. Површине је 360 km², а основан је 1997. године. Друга највиша планина Гане Џебобо, налази се у парку и пружа импозантан поглед на језеро Волта.
Парк је стациниран на подручју тропских кишних шума и саванских подручја. Пописане су врсте које укључују афричког слона, леопарда, афричког бивола, мочварну антилопу, неколико врста примата, дујкере и врсту планински пећинар, која је симбол овог парка. Пописано је и 500 врста лептира и 235 врста птица.

## Галерија
- Тврђава Амстердам
- Плажа у Централној регији Гане
- Водопад Вли
- Тврђава Сан Антонио
- Слонови у Моле националном парку

- Предео у Агумаса резервату
- Ботаничка башта Абури
- Обилазак природних лепота Гане чамцем